# Râul Zerind
Râul Zerind este un curs de apă, afluent al râului Crișul Negru. 

## Hărți
- Harta munții Apuseni